# Cothornobata meijerei
Cothornobata meijerei är en tvåvingeart som beskrevs av Frey 1934. Cothornobata meijerei ingår i släktet Cothornobata och familjen skridflugor. Inga underarter finns listade i Catalogue of Life.